# Tanypus fuscus
Tanypus fuscus är en tvåvingeart som beskrevs av Freeman 1955. Tanypus fuscus ingår i släktet Tanypus och familjen fjädermyggor. Inga underarter finns listade i Catalogue of Life.